# لاورن اسکات
لورا «لوان» بامبرو (۲۸ آوریل ۱۹۶۴–۱۷ مارس ۲۰۱۴)، که به عنوان لاورن اسکات شناخته می‌شود، متخصص مد و طراح مد آمریکایی بود.
اسکات قبل از رفتن به کالیفرنیا و طراحی برای ستاره‌های فیلم مانند مدونا و جولیا رابرتز کار خود را به عنوان یک مدل در پاریس آغاز کرد. در سال ۲۰۰۶، او اولین مجموعه مد خود را راه اندازی کرد. در سال ۲۰۱۳، او با بنانا رپابلیک در یک سری از اقلام مناسب لباس برای پوشیدن تعطیلات همکاری کرد.
طولانی‌ترین رابطه اسکات با پیشکسوت رولینگ استونز، میک جگر بود که وی در سال ۲۰۰۱ در پاریس ملاقات کرد. در سال ۲۰۱۴، به دنبال یک دوره افسردگی، در ۴۹ سالگی، اسکات در آپارتمان منهتن خودکشی درگذشت.

## سنین جوانی و تحصیل
اسکات توسط والدینی مورمون، ایوان و لولا بامبورو، که او را در روی، یوتا بزرگ کرده بودند، به همراه دو خواهر و برادر، جان و راندال، فرزندش را نیز لورا بامبرو نامگذاری کردند به فرزندخواندگی گرفته شد. لورا خیلی زود لقب «لوان» را گرفت. او ساخت و ساز لباس و کیفیت پارچه را از دوازده سالگی شروع کرد. لوان بامبرو در سال ۱۹۸۲ از دبیرستان روی فارغ‌التحصیل شد.

## حرفه
اولین بار او را در سن ۱۶ سالگی، هنگامی که در یک عکسبردار به یوتا آمد، مورد توجه عکاس بروس وبر قرار گرفت که به او توصیه کرد که به پاریس برود. گفته می‌شود که یک سال بعد، وی پس از گفتن به والدینش به نیویورک با بلیط یک طرفه به اروپا پرواز کرد.
اسکات بعد از پایان دوره دبیرستان یک سال و نیم به لس آنجلس نقل مکان کرد، جایی که توسط یک پیشاهنگ با روابط آژانس در پاریس مورد توجه قرار گرفت و خود را "لاورن " خواند.

## طراح

آرم L'Wren Scott

همان‌طور که اسکات در سال ۲۰۰۹ به Vogue گفت، «من به غرایز خود اعتماد کردم و به آنچه به آن اعتقاد داشتم، گیر افتادم.» اسکات لباس، لوازم آرایش، عطر، کیف دستی، کفش و عینک را طراحی کرد.

### شبح

از مجموعه L'Wren Scott "Madame DuBarry"، بهار ۲۰۱۰

نت-آ-پورتر، طرح‌های اسکات را به عنوان "اغوا کننده احساسات دنیای قدیمی توصیف کرد: لباسهای زنانه فوق العاده زنانه، بریدگی‌های سخت، کمرهای چسبان، بلوزهای بلند، لباسهای ظریف و آستین بلند".
اسکات به دلیل توجه به جزئیات به خوبی شناخته شده بود؛ که از آن به عنوان «لباس مجلل» یاد می‌شود، یک طراح دست‌ساز بود، با کمک منابع، اغلب برش الگوهای، خیاطی و مناسب بسیاری از لباس‌های خودش را بر عهده داشت.

## همکاری‌ها و مجموعه‌ها
در سال ۲۰۰۶، اسکات اولین مجموعه خود «لباس سیاه کوچک» را راه اندازی کرد. این مجموعه لباس مشکی، از جمله لباس معروف او "Headmistress" که توسط مدونا پوشیده شده‌است، ارائه شده‌است.
خلاقیت اسکات اغلب در فرش قرمز دیده می‌شد. سارا جسیکا پارکر، آنجلینا جولی، نیکول کیدمن، پنهلوپه کروز و ایمی آدامز همگی لباس اسکات را به جوایز اسکار برده‌اند.
علاوه بر این، بانوی اول میشل اوباما از طرح‌های اسکات، به خصوص ژاکت کش بافی تزئین شده، استقبال می‌کند. بانوی اول فرانسه، کارلا برونی-سارکوزی، طرح‌های اسکات را نیز پوشید، همان‌طور که نائومی کمبل، ماریون کوتیار، ریس ویترسپون، کریستینا هندریکس، جنیفر لوپز، ساندرا بولاک و اوما تورمن نیز حضور داشتند.
در سال ۲۰۱۲، اسکات عطر معروف خود را که به‌طور انحصاری در Barney فروخته شده، به بازار عرضه کرد. رایحه عطر ادو پارفوم است که با قیمت ۱۹۵ دلار برای ۳٫۴ اونس به فروش می‌رسد. او همچنین در همان سال خط عینک راه اندازی کرد. این مجموعه در Vision Expo East آغاز به کار کرد و همکاری مشترکی با گروه Menrad مستقر در آلمان بود.

## زندگی شخصی
او برای دوره‌های کوتاه دو بار ازدواج کرده بود. از سال ۱۹۹۰ تا ۱۹۹۳ به عنوان «لورن اسکات»، وی با اندرو لادسکی، توسعه دهنده املاک انگلیس ازدواج کرد. در سال ۱۹۹۳، یک ماه پس از طلاق از لادسکی، او با آنتونی برند، در بورلی هیلز ازدواج کرد. این ازدواج حدود یک سال به طول انجامید و در سال ۱۹۹۷ به طلاق منتهی شد.

## مرگ
پس از مدت طولانی افسردگی، اسکات در ۱۷ مارس ۲۰۱۴ توسط دستیارش در آپارتمان خود در محله چلسی منهتن درگذشت. پلیس گزارش داد که هیچ یادداشتی پیدا نشده‌است. رئیس پزشک معاینه پزشکی نیویورک نشان داد که اسکات با حلق آویز کردن، خودکشی کرده‌است در حالی که ۴۹ سال داشت.